# 星野良悦
星野 良悦（ほしの りょうえつ、宝暦4年（1754年） - 享和2年3月10日（1802年4月12日））は、江戸時代中期の蘭学者、医師。名は寧(やすし)、字は子康(しこう)、号は柳子(りゅうし)。門弟に中井厚沢ら。

## 人物

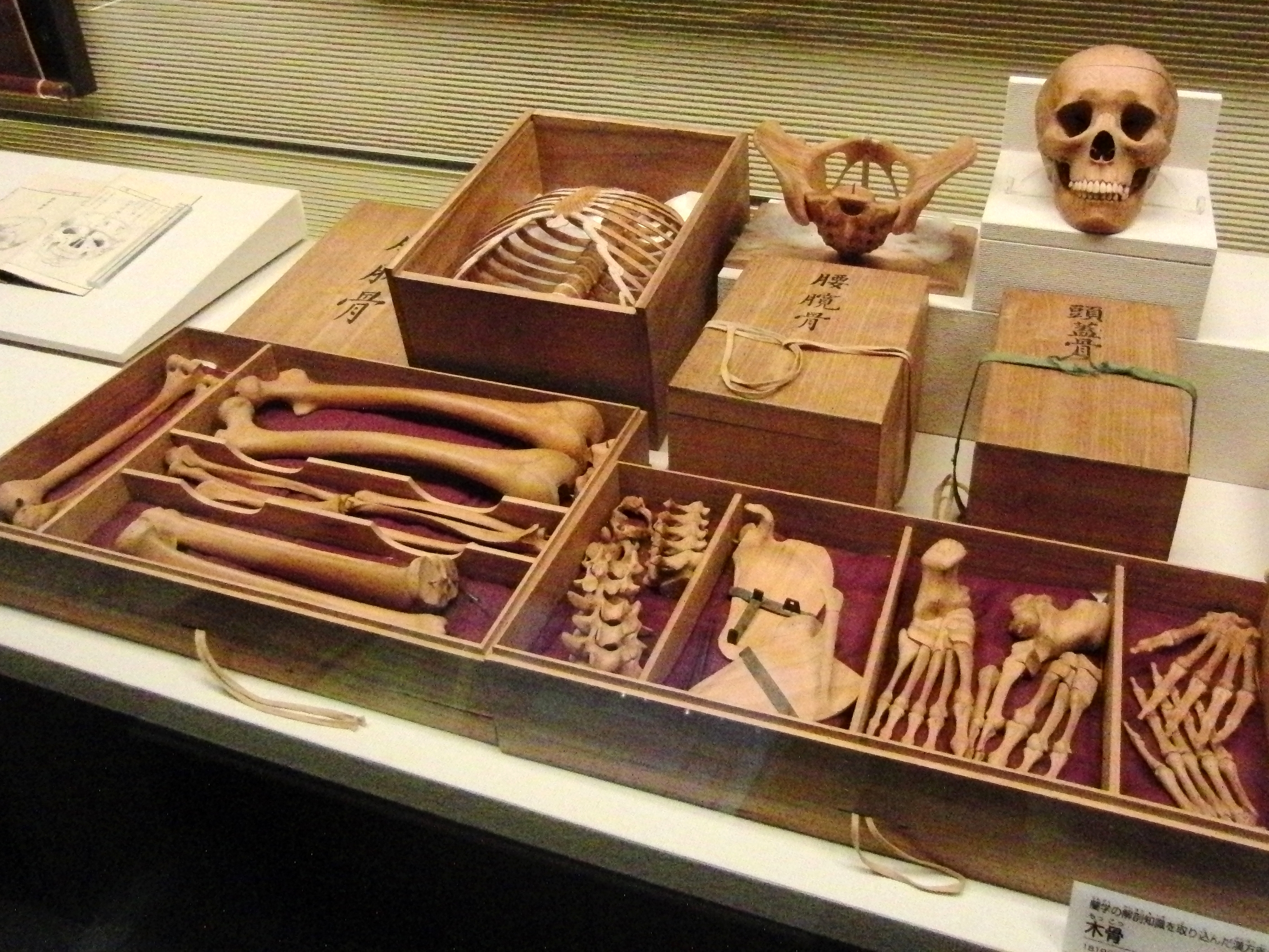
木骨の例（写真は星野による木骨ではなく、名古屋の医師であった奥田万里が1819年（文政2年）年に大阪の職人に作らせた木骨。国立科学博物館の展示）

安芸国広島堺町（現在の広島市中区）の町医師の家に生まれる。家業を継ぎよくはやるが、叔母の下顎の骨の関節脱臼が直せず、治療には人体の構造を理解することが重要であると認識、藩に請い刑死者を解剖し1792年、細工職人を指導し約300日をかけて、日本で初めて桐の木で血管が通る穴まで復元した精巧な骨格模型を製作した。1793年、この木骨を持参して江戸に出ると杉田玄白や大槻玄沢らからその精巧さを絶賛され、玄沢はこの骨格模型を「身幹儀(しんかんぎ)」と名づけた。帰郷してさらに1体を作り1800年幕府に献上、賞金30両を賜った。またこれを契機に広島と江戸との蘭学知識の交流が始まった。『解体新書』の図よりもはるかに正確なこの骨格模型は、解剖学のまったく発展していなかった当時の医学の進歩をうながし、実際的に臨床治療面に恩恵を与えた。49歳で死去。実家近くの妙頂寺に墓がある。
木骨は後藤家が所有の後、広島県立美術館に保管され、現在は広島大学医学部医学資料館が所蔵している。2004年、国の重要文化財に指定された。